# Alexander Watson Hutton
Alexander Watson Hutton, ispanizzato in Alejandro Watson Hutton (Glasgow, 10 giugno 1853 – Buenos Aires, 9 marzo 1936), è stato un dirigente sportivo e insegnante scozzese, fondatore e primo presidente dell'Argentine Association Football League.

## Biografia
Nato in Scozia (nella zona del Gorbals, nella Capitale), rimase orfano in giovane età; studiò al Daniel Stewart's Hospital, e si laureò con lode all'Università di Edimburgo. In seguito alla morte dei fratelli, causata dalla tubercolosi, sbarcò il 25 febbraio 1882 in Argentina, consigliato dai medici che ritenevano che il clima del Sudamerica potesse giovargli. Lavorò come direttore del Saint Andrew's Scots School, un istituto bilingue in cui studiavano molti britannici emigrati in Argentina. Si sposò il 27 marzo 1885 con Margaret Budge, professoressa del medesimo college, e dal matrimonio nacquero tre figli: uno di essi, Arnold Pencliffe, divenne calciatore e membro della Nazionale di calcio dell'Argentina. Nel 1884 fondò la Buenos Aires English High School, di cui nel 1898 nacque il club calcistico, l'Alumni Athletic Club, che vinse 10 campionati nazionali. Il 21 febbraio 1893, in una riunione con i dirigenti delle società di calcio allora in attività, fondò la Argentine Association Football League, seconda federazione nella storia del Paese dopo la quasi omonima Association Argentine Football League. In quello stesso anno morì la moglie: nel 1902 si risposò, convolando a nozze con Catherine Waters. Nel 1897 lasciò l'incarico di presidente, e nel 1902 abbandonò anche il posto di rettore della English High School. Morto nel 1936, è sepolto nel Cementerio Británico assieme alla seconda moglie, Catherine Waters (1864-1955).